# Матея Кежман
Матея Кежман (серб. Mateja Kežman / Матеја Кежман, нар. 12 квітня 1979, Цемун) — колишній сербський футболіст, нападник.
Насамперед відомий виступами за клуб ПСВ, а також національну збірну Сербії і Чорногорії.

## Клубна кар'єра
У дорослому футболі дебютував 1996 року виступами за «Земун», після чого виступав у складі низки сербських середнячків 
Протягом 1998—2000 років захищав кольори команди клубу «Партизан», у складі якого став чемпіоном Югославії.
Своєю грою за останню команду привернув увагу представників тренерського штабу ПСВ, до складу якого приєднався влітку 2000 року. Відіграв за команду з Ейндговена наступні чотири сезони своєї ігрової кар'єри. Більшість часу, проведеного у складі ПСВ, був основним гравцем атакувальної ланки команди та одним з головних бомбардирів команди, маючи середню результативність на рівні 0,86 голу за гру першості.
Протягом сезону 2004–05 виступав за «Челсі», разом з яким виборов титул чемпіона Англії та став володарем Кубка англійської ліги, після чого перебрався в «Атлетіко», де провів ще сезон.
Влітку 2006 року підписав чотирирічний контракт з «Фенербахче», у складі якого відразу став чемпіоном Туреччини. 
У сезоні 2008–09 роках грав на правах оренди за «Парі Сен-Жермен», після чого був викуплений паризькою командою і відразу відданий в оренду в «Зеніт», за який виступав з 30 серпня по кінець листопада 2009 року, після чого повернувся у Францію. 3 листопада 2010 року, контракт Кежмана з ПСЖ був розірваний за обопільної згоди.
20 січня 2011 року на правах вільного агента підписав контракт на півроку з гонконзьким «Саут Чайна», ставши чемпіоном та володарем кубка ліги Гонконгу.
31 серпня 2011 року футболіст перейшов в борисовський БАТЕ. У БАТЕ Кежман вибрав 99-й номер, пояснивши це тим, що його традиційний номер 9 був зайнятий іншим гравцем. Після закінчення сезону покинув команду і повернувся в «Саут Чайна», щоб зіграти на Asian Challenge Cup.
Завершив кар'єру гравця 26 січня 2012 року після матчу за третє місце з клубом «Гуанчжоу Фулі». У цьому матчі Матея виконував післяматчевий пенальті і послав м'яч вище поперечини. У результаті Саут Чайна програв і зайняв 4-е місце.

## Виступи за збірну
В березні 2000 року дебютував в офіційних матчах у складі національної збірної Югославії в товариському матчі проти збірної Китаю і в тому ж році був включений до заявки збірної на Євро-2000. На турнірі Кежман провів 44 секунди, заробивши рекордно швидке вилучення.
У лютому 2003 року після того, як збірна невдало виступила у відборі на Євро-2004, Кежман заявив, що він пішов з національної збірної. Однак, Матея повернувся в команду через кілька місяців після того, як Ілля Петкович був призначений новим тренером.
У 2006 році був включений до складу збірної на ЧС-2006, де зіграв у двох матчах. Причому у другому матчі він був вилучений рефері Роберто Розетті, а збірна програла Аргентині з рахунком 0-6.
Після завершення мундіалю збірна Сербії і Чорногорії припинала існування, а Матея більше не викликався в жодну з двох новостворених команд.
Всього за сім років провів у формі головної команди країни 49 матчів, забивши 17 голів.

## Статистика виступів

### Статистика клубних виступів

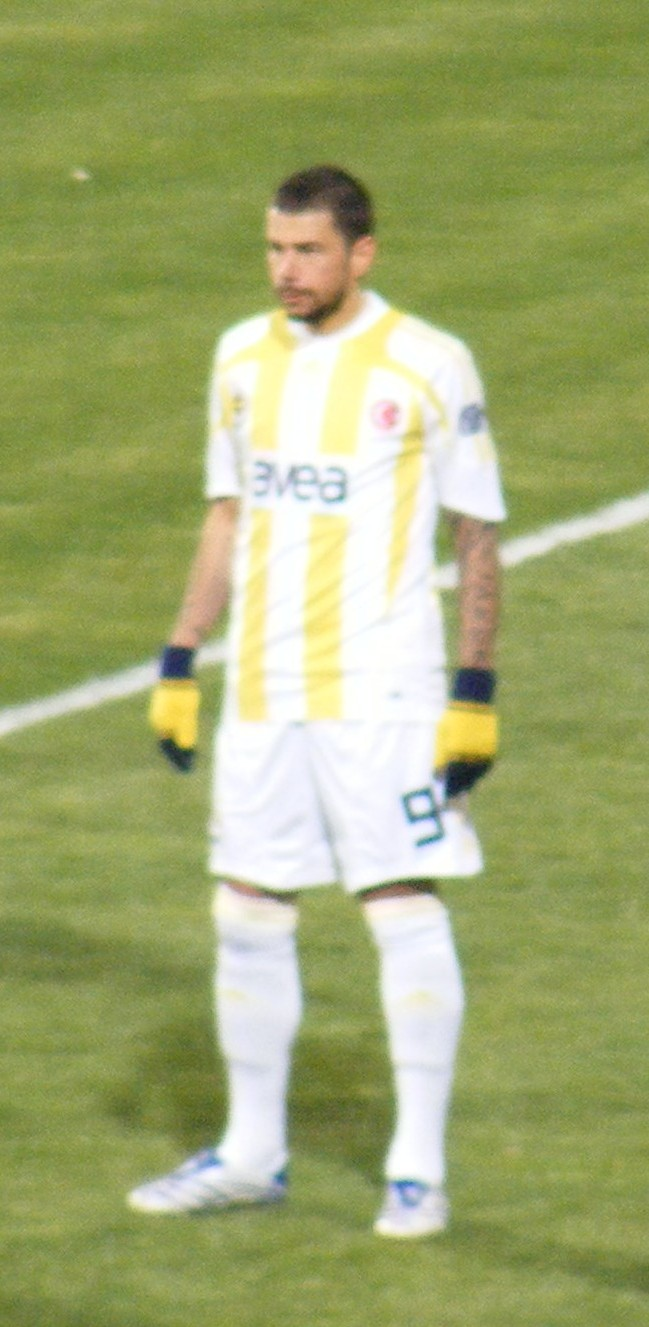
Матея Кежман у складі «Фенербахче» у грі чемпіонату проти «Бешикташа». 8 травня 2008 року

| Чемпіонат  | Чемпіонат         | Чемпіонат       | Ліга | Ліга | Кубок             | Кубок             | Кубок ліги             | Кубок ліги             | Континент. змаг. | Континент. змаг. | Всього | Всього |
| Сезон      | Клуб              | Ліга            | Ігри | Голи | Ігри              | Голи              | Ігри                   | Голи                   | Ігри             | Голи             | Ігри   | Голи   |
| Югославія  | Югославія         | Югославія       | Ліга | Ліга | Кубок Югославії   | Кубок Югославії   | Кубок Ліги             | Кубок Ліги             | Європа           | Європа           | Всього | Всього |
| ---------- | ----------------- | --------------- | ---- | ---- | ----------------- | ----------------- | ---------------------- | ---------------------- | ---------------- | ---------------- | ------ | ------ |
| 1997/98    | «Смедерево»       | Перша ліга      | 14   | 4    | 0                 | 0                 | -                      | -                      | 0                | 0                | 14     | 4      |
| 1998/99    | «Партизан»        | Перша ліга      | 22   | 6    | 6                 | 2                 | -                      | -                      | 5                | 0                | 33     | 8      |
| 1999/00    | «Партизан»        | Перша ліга      | 33   | 27   | 2                 | 2                 | -                      | -                      | 7                | 6                | 41     | 35     |
| Нідерланди | Нідерланди        | Нідерланди      | Ліга | Ліга | Кубок Нідерландів | Кубок Нідерландів | Кубок Ліги             | Кубок Ліги             | Європа           | Європа           | Всього | Всього |
| 2000/01    | ПСВ               | Ередивізі       | 33   | 24   | 4                 | 3                 | -                      | -                      | 11               | 4                | 49     | 31     |
| 2001/02    | ПСВ               | Ередивізі       | 27   | 15   | 2                 | 1                 | -                      | -                      | 11               | 3                | 41     | 20     |
| 2002/03    | ПСВ               | Ередивізі       | 33   | 35   | 3                 | 4                 | -                      | -                      | 6                | 0                | 43     | 40     |
| 2003/04    | ПСВ               | Ередивізі       | 29   | 31   | 1                 | 0                 | -                      | -                      | 12               | 6                | 43     | 38     |
| Англія     | Англія            | Англія          | Ліга | Ліга | Кубок Англії      | Кубок Англії      | Кубок англійської ліги | Кубок англійської ліги | Європа           | Європа           | Всього | Всього |
| 2004/05    | «Челсі»           | Прем'єр-ліга    | 25   | 4    | 3                 | 1                 | 4                      | 2                      | 9                | 0                | 41     | 7      |
| Іспанія    | Іспанія           | Іспанія         | Ліга | Ліга | Кубок Іспанії     | Кубок Іспанії     | Кубок іспанської ліги  | Кубок іспанської ліги  | Європа           | Європа           | Всього | Всього |
| 2005/06    | «Атлетіко»        | Ла Ліга         | 30   | 8    | 3                 | 2                 | -                      | -                      | -                | -                | 33     | 10     |
| Туреччина  | Туреччина         | Туреччина       | Ліга | Ліга | Кубок Туреччини   | Кубок Туреччини   | Кубок Ліги             | Кубок Ліги             | Європа           | Європа           | Всього | Всього |
| 2006/07    | «Фенербахче»      | Суперліга       | 24   | 9    | 2                 | 0                 | -                      | -                      | 7                | 2                | 33     | 11     |
| 2007/08    | «Фенербахче»      | Суперліга       | 22   | 11   | 4                 | 5                 | -                      | -                      | 9                | 2                | 36     | 19     |
| Франція    | Франція           | Франція         | Ліга | Ліга | Кубок Франції     | Кубок Франції     | Кубок Ліги             | Кубок Ліги             | Європа           | Європа           | Всього | Всього |
| 2008/09    | «Парі Сен-Жермен» | Ліга 1          | 21   | 3    | 2                 | 2                 | 4                      | 0                      | 8                | 3                | 35     | 8      |
| Росія      | Росія             | Росія           | Ліга | Ліга | Кубок Росії       | Кубок Росії       | Кубок Прем'єр-ліги     | Кубок Прем'єр-ліги     | Європа           | Європа           | Всього | Всього |
| 2009       | «Зеніт»           | Прем'єр-ліга    | 10   | 2    | 0                 | 0                 | -                      | -                      | 0                | 0                | 10     | 2      |
| Франція    | Франція           | Франція         | Ліга | Ліга | Кубок Франції     | Кубок Франції     | Кубок Ліги             | Кубок Ліги             | Європа           | Європа           | Всього | Всього |
| 2009/10    | «Парі Сен-Жермен» | Ліга 1          | 13   | 2    | 2                 | 0                 | 0                      | 0                      | 0                | 0                | 15     | 2      |
| 2010/11    | «Парі Сен-Жермен» | Ліга 1          | 1    | 0    | 1                 | 0                 | 0                      | 0                      | 0                | 0                | 3      | 0      |
| Гонг Конг  | Гонг Конг         | Гонг Конг       | Ліга | Ліга | Кубок             | Кубок             | Кубок Ліги             | Кубок Ліги             | Азія             | Азія             | Всього | Всього |
| 2010/11    | «Саут Чайна»      | Перший дивізіон | 6    | 2    | 2                 | 2                 | 1                      | 2                      | 5                | 1                | 16     | 7      |
| Білорусь   | Білорусь          | Білорусь        | Ліга | Ліга | Кубок Білорусі    | Кубок Білорусі    | Кубок Ліги             | Кубок Ліги             | Європа           | Європа           | Всього | Всього |
| 2011       | БАТЕ              | Вища ліга       | 6    | 0    | 0                 | 0                 | 0                      | 0                      | 5                | 0                | 11     | 0      |
| Гонг Конг  | Гонг Конг         | Гонг Конг       | Ліга | Ліга | Кубок             | Кубок             | Кубок Ліги             | Кубок Ліги             | Азія             | Азія             | Всього | Всього |
| 2011/12    | «Саут Чайна»      | Перший дивізіон | 0    | 0    | 0                 | 0                 | 0                      | 0                      | 0                | 0                | 2      | 0      |
| Країна     | Сербія            | Сербія          | 54   | 33   | 8                 | 4                 | -                      | -                      | 12               | 6                | 74     | 43     |
| Країна     | Нідерланди        | Нідерланди      | 122  | 105  | 10                | 8                 | -                      | -                      | 40               | 13               | 172    | 126    |
| Країна     | Англія            | Англія          | 43   | 1    | 6                 | 0                 | 3                      | 0                      | 9                | 0                | 51     | 1      |
| Країна     | Іспанія           | Іспанія         | 30   | 8    | 3                 | 2                 | -                      | -                      | -                | -                | 33     | 10     |
| Країна     | Туреччина         | Туреччина       | 46   | 20   | 6                 | 5                 | -                      | -                      | 16               | 4                | 68     | 29     |
| Країна     | Франція           | Франція         | 35   | 5    | 5                 | 2                 | 4                      | 0                      | 8                | 3                | 52     | 10     |
| Країна     | Росія             | Росія           | 10   | 2    | 0                 | 0                 | -                      | -                      | 0                | 0                | 10     | 2      |
| Країна     | Гонг Конг         | Гонг Конг       | 6    | 2    | 2                 | 2                 | 1                      | 2                      | 5                | 1                | 18     | 7      |
| Країна     | Білорусь          | Білорусь        | 6    | 0    | 0                 | 0                 | -                      | -                      | 5                | 0                | 11     | 0      |
| Всього     | Всього            | Всього          | 334  | 179  | 36                | 24                | 9                      | 4                      | 96               | 27               | 485    | 238    |

### Збірна
| Збірна Сербії і Чорногорії | Збірна Сербії і Чорногорії | Збірна Сербії і Чорногорії |
| Роки                       | Ігри                       | Голи                       |
| -------------------------- | -------------------------- | -------------------------- |
| 2000                       | 7                          | 2                          |
| 2001                       | 9                          | 5                          |
| 2002                       | 10                         | 3                          |
| 2003                       | 4                          | 0                          |
| 2004                       | 5                          | 1                          |
| 2005                       | 10                         | 5                          |
| 2006                       | 4                          | 1                          |
| Всього                     | 49                         | 17                         |

## Титули і досягнення

### Командні
- Чемпіон Югославії (1):

«Партизан»:  1998–99
- Чемпіон Нідерландів (2):

ПСВ:  2000–01, 2002–03
- Володар Суперкубка Нідерландів (3):

ПСВ: 2000, 2001, 2003
- Чемпіон Англії (1):

«Челсі»:  2004–05
- Володар Кубка Футбольної ліги (1):

«Челсі»:  2004–05
- Чемпіон Туреччини (1):

«Фенербахче»:  2006–07
- Володар Суперкубка Туреччини (1):

«Фенербахче»: 2007
- Володар Кубка Франції (1):

«Парі Сен-Жермен»:  2009–10
- Володар Кубка Гонконгу (1):

«Саут Чайна»:  2010–11
- Чемпіон Білорусі (1):

БАТЕ:  2011

### Особисті
- Найкращий бомбардир чемпіонату Югославії: 1999-00
- Футболіст року в Сербії: 2000
- Найкращий бомбардир чемпіонату Нідерландів: 2000-01, 2002-03, 2003-04
- Футболіст року в Нідерландах: 2003
- Найкращий бомбардир Кубка УЄФА: 2003-04